# Otodus chubutensis
Otodus chubutensis (від дав.-гр. ὠτ, ōt — «вухо» та ὀδούς, odoús — «зуб»; букв. «вухоподібний зуб Чубуту») — викопний вид доісторичних ламноподібних акул роду Otodus, що існували впродовж олігоцену, міоцену та пліоцену, приблизно 28—5,3 млн років тому. Найбільші особини сягали близько 13,5 метрів завдовжки. Ця акула вважається близьким родичем відомої доісторичної ламноподібної акули — мегалодона, проте, як і у випадку з O. megalodon, класифікація цього виду є спірною.

## Таксономія
Швейцарський натураліст Луї Агассіз спочатку ідентифікував цю акулу як вид Carcharodon (споріднений з білими акулами) у 1843 р.. У 1906 р. Амегіно перейменував її на C. chubutensis. У 1964 р. дослідник акул Л. С. Глікман відділив Otodus obliquus від O. auriculatus. У 1987 році дослідник акул Х. Каппетта реорганізував лінію O. auriculatus — O. megalodon і помістив усіх споріднених ламноподібних акул разом з цим видом в рід Carcharocles (тепер Otodus). Нарешті, була вивчена повна еволюція Otodus obliquus до O. megalodon і з того часу отримала визнання багатьох дослідників акул.

## Опис
Otodus chubutensis була великою ламноподібною акулою, найбільші особини досягали довжини тіла 13,5 м. Відносно великі особини досягали довжини тіла 9—11 м. Дрібніші особини все ще були розміром із сучасну велику білу акулу, досягаючи довжини тіла 4,6—6,3 м.

## Викопні зразки
Цей вид також відомий із викопних зубів та деяких скам'янілих центрів хребців. Скелети акул складаються з хряща, а не з кістки, і хрящ рідко скам'яніє. Отже, копалини O. chubutensis, як правило, погано зберігаються. Хоча зуби O. chubutensis морфологічно схожі на зуби O. megalodon, вони порівняно стрункі з вигнутою коронкою і з наявністю бічних п'ят, слабо зазубрених. Викопні копалини цього виду були знайдені в Північній Америці, Південній Америці, Африці та Європі.

### Місцезнаходження
Південна Америка
- Формація Чількатай, Перу
- Формація Пірабас, Бразилія
- Формація Джимол, Колумбія
- Формація Кантаур, Венесуела

Північна Америка
- Формація Кулебра, Панама
- Формація Аркадії, штат Флорида
- Формація річки Пунго, Північна Кароліна
- Формація калверту, штат Делавер

Європа
- Формація Болоньяно, Італія

## Палеоекологія
Палеонтологічні дослідження припускають, що цей вид міг змінити переваги середовища існування з часом, або він мав достатню гнучкість поведінки, щоб займати різні середовища в різний час.

### Дієта
Otodus chubutensis, ймовірно, був верхівкою хижака і зазвичай полював на риб, морських черепах, китоподібних (наприклад, китів) та сиренід.